# Sophie Milliet
 (juin 2013).
Si vous disposez d'ouvrages ou d'articles de référence ou si vous connaissez des sites web de qualité traitant du thème abordé ici, merci de compléter l'article en donnant les références utiles à sa vérifiabilité et en les liant à la section « Notes et références ».
Pour les articles homonymes, voir Milliet.
Sophie Milliet (née le 2 novembre 1983 à Marseille) est une joueuse d'échecs française. Elle a été championne de France à six reprises (en 2003, 2008, 2009, 2011, 2016 et 2017).

## Biographie
Sophie Milliet a grandi à Castelnau-le-Lez dans l'Hérault. Elle obtient de bons résultats dès son plus jeune âge et décroche ses premiers titres de championne de France au sein de l’équipe du collège puis du lycée Joffre de Montpellier. 
Son classement Elo atteint 2100 alors qu'elle a dix-sept ans. Elle défend le premier échiquier à la Faber Cup à Dublin en 2000 et contribue à la victoire de son équipe. En 2001, elle obtient la médaille de bronze aux championnats du monde des moins de dix-huit ans.
Elle obtient son résultat le plus remarquable à Aix-les-Bains en 2003 en remportant nettement le championnat de France féminin avec 9/11, à 1½ point de la deuxième. Ce résultat lui permet également d'obtenir le titre de grand maître féminin la même année. En 2004, elle est proche de renouveler son exploit à Val d'Isère mais finit deuxième derrière Almira Skripchenko. En 2007, elle est première ex æquo avec Silvia Collas mais est battue aux parties rapides de départage.
En 2006, elle finit 3e au championnat de Suisse à Lenzerheide. Au tournoi international de Bakou en 2007, elle a un départ catastrophique avec trois défaites mais finit avec 4/9 face à une forte opposition. À Pau en 2008, elle remporte son deuxième titre de championne de France, avant de conserver son titre l'année suivante à Nîmes.
Elle représente la France aux olympiades d'échecs en 2004, 2006 et 2008 avec un score d'ensemble de +17 -6 =7. Elle participe également au championnat d'Europe par équipes en 2003, 2005, 2007 et 2009, année où elle obtient une médaille de bronze au deuxième échiquier avec +5 -2. Elle est également active dans les compétitions interclubs où elle joue pour les clubs de Bischwiller, Clichy et Montpellier. Entre 2003 et 2005, elle participe également aux matchs de la Bundesliga allemande féminine, et occasionnellement au 4NCL britannique avec l'équipe féminine Pride and Prejudice en 2007-2008.
Elle obtient le titre de maître international en mars 2009.
En 2012, elle fait partie de l'équipe nationale française à l'olympiade d'échecs féminine d'Istanbul où son équipe finit septième.
Au 1er juillet 2013, elle est la troisième joueuse française avec un classement Elo de 2 396. Son record est de 2 421 en octobre 2012.
En 2017, elle remporte son sixième titre de championne de France.